# Ornithoctoninae

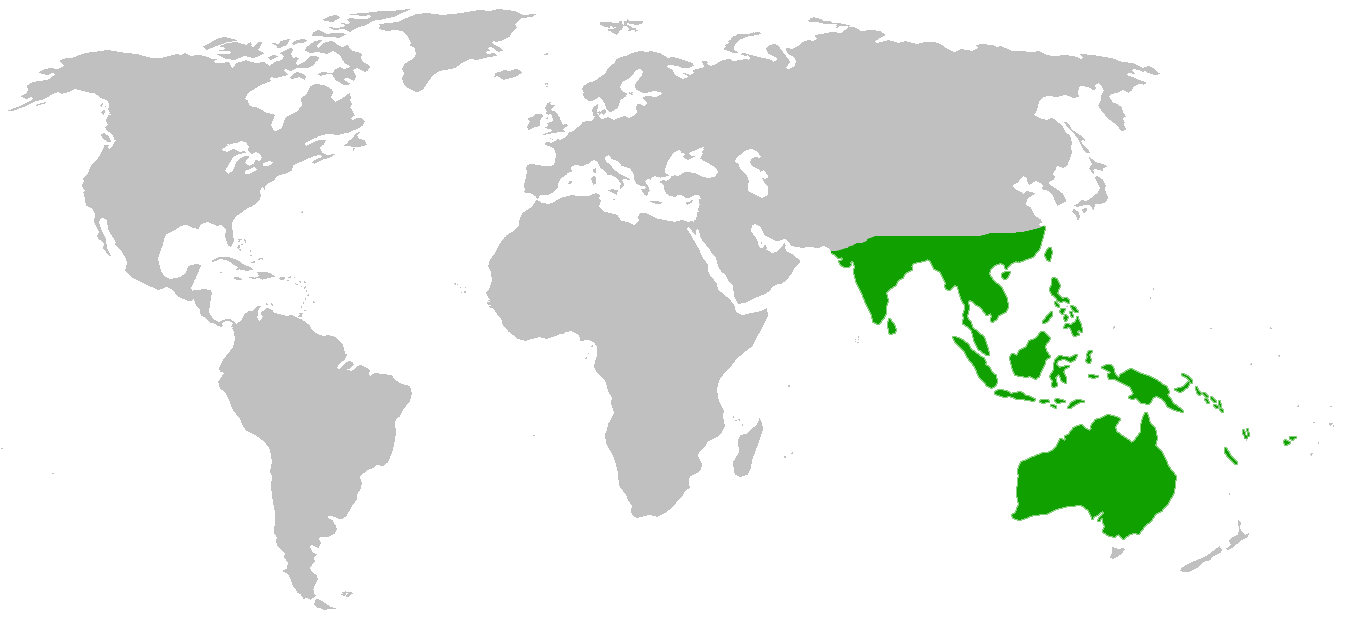
Verbreitung nach Schmidt (2003)

Die Ornithoctoninae, im englischen Sprachraum auch Earthtigers genannt, sind eine Unterfamilie innerhalb der Vogelspinnen (Theraphosidae) und umfassen aktuell 6 Gattungen und 26 Arten. (Stand: Dezember 2018)

## Verbreitung
Bei den Ornithoctoninae handelt es sich um eine Vogelspinnenunterfamilie mit nachgewiesenem Verbreitungsgebiet in Asien: Sulawesi, Philippinen, Borneo, Java, Sumatra, Singapur, Malaysia, Thailand, Kambodscha, Laos, Myanmar, Vietnam und China.

## Merkmale und Lebensweise
Die Unterfamilie Ornithoctoninae unterscheidet sich von anderen Unterfamilien der Vogelspinnen durch das Vorhandensein eines großen Feldes gefiederter Haare (Scopula) auf der Außenseite der Cheliceren. Dieses Merkmal teilt sie zwar mit den Harpactirinae, unterscheidet sich jedoch von diesen durch die Form (locker stehenden Gruppe dornenartiger Stäbchen) des Stridulationsorgans zwischen der Chelizerenaußenseite und der Tastercoxainnenseite.
Die meisten Arten leben in Erdröhren, es gibt aber auch Baumbewohner unter ihnen. Sie gelten als defensive Arten. Bei Störungen ziehen sie sich sehr schnell in ihre Wohnröhre bzw. -höhle zurück. Haben sie nicht die Möglichkeit zum Rückzug, gehen sie in Verteidigungs-/Drohstellung. Werden sie weiter provoziert, schlagen sie meist erst drei- bis viermal mit den Vorderbeinen und den Tastern nach dem Angreifer, bevor sie zubeißen.

## Systematik

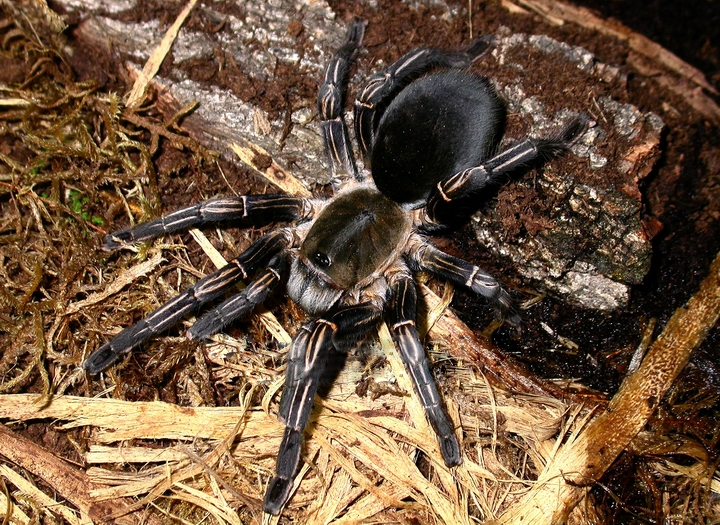
Gestreifte Thai-Vogelspinne (Cyriopagopus albostriatus)

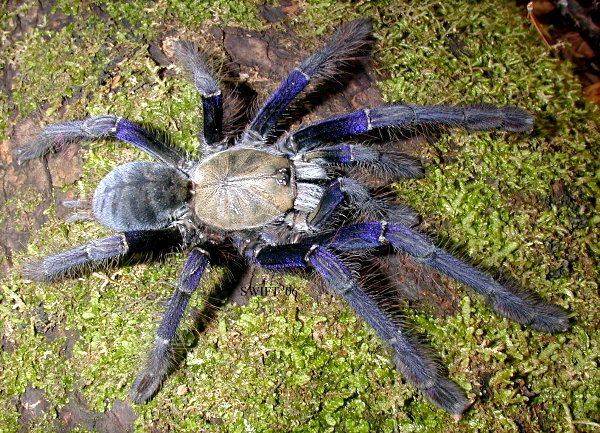
Blaue Malaysia-Vogelspinne (Omothymus violaceopes)

Die Unterfamilie Ornithoctoninae umfasst aktuell sieben Gattungen mit 25 Arten. (Stand: August 2020)
- Citharognathus Pocock, 1895
  - Citharognathus hosei Pocock, 1895
  - Citharognathus tongmianensis Zhu, Li & Song, 2002
- Cyriopagopus Simon, 1887 (Syn.: Haplopelma Simon, 1892)
  - Cyriopagopus albostriatus (Simon, 1886) (Syn.: Haplopelma albostriatum (Simon, 1886)), Gestreifte Thai-Vogelspinne
  - Cyriopagopus doriae (Thorell, 1890) (Syn.: Haplopelma doriae (Thorell, 1890))
  - Cyriopagopus hainanus (Liang, Peng, Huang & Chen, 1999) (Syn.: Haplopelma hainanum (Liang, Peng, Huang & Chen, 1999))
  - Cyriopagopus lividus (Smith, 1996) (Syn.: Haplopelma lividum Smith, 1996), Blaue Burma-Vogelspinne
  - Cyriopagopus longipes (von Wirth & Striffler, 2005) (Syn.: Haplopelma longipes von Wirth & Striffler, 2005)
  - Cyriopagopus minax (Thorell, 1897) (Syn.: Haplopelma minax (Thorell, 1897)) Schwarze Thai-Vogelspinne
  - Cyriopagopus paganus Simon, 1887
  - Cyriopagopus schmidti (von Wirth, 1991) (Syn.: Haplopelma schmidti von Wirth, 1991)
  - Cyriopagopus vonwirthi (Schmidt, 2005) (Syn.: Haplopelma vonwirthi Schmidt, 2005)
  - Cyriopagopus dromeus wurde unter dem Namen Melognathus dromeus Chamberlin, 1917 in die wiedererrichtete Gattung Melognathus gestellt
- Lampropelma Simon, 1892
  - Lampropelma carpenteri (Smith & Jacobi, 2015) (Syn.: Phormingochilus carpenteri Smith & Jacobi, 2015)
  - Lampropelma nigerrimum Simon, 1892
  - Phormingochilus kirki Smith & Jacobi, 2015 wurde mit Phormingochilus carpenteri synonymisiert und dann zu Lampropelma carpenteri gestellt.
- Melognathus Chamberlin, 1917
  - Melognathus dromeus Chamberlin, 1917
- Omothymus Thorell, 1891
  - Omothymus fuchsi (Strand, 1901) (Syn.: Phormingochilus fuchsi Strand, 1906)
  - Omothymus rafni Gabriel & Sherwood, 2019
  - Omothymus schioedtei Thorell, 1891 (Syn.: Cyriopagopus schioedtei (Thorell, 1891))
  - Omothymus violaceopes (Abraham, 1924) (Syn.: Lampropelma violaceopes Abraham, 1924)
  - Omothymus thorelli (Simon, 1901) (Syn.: Cyriopagopus thorelli (Simon, 1901)) wurde mit  Omothymus schioedtei synonymisiert
- Ornithoctonus Pocock, 1892
  - Ornithoctonus andersoni Pocock, 1892
  - Ornithoctonus aureotibialis von Wirth & Striffler, 2005
  - Ornithoctonus costalis (Schmidt, 1998)
- Phormingochilus Pocock, 1895
  - Phormingochilus arboricola (Schmidt & Barensteiner, 2015) (Syn.: Lampropelma nigerrimum arboricola Schmidt & Barensteiner, 2015)
  - Phormingochilus everetti Pocock, 1895
  - Phormingochilus pennellhewletti Smith & Jacobi, 2015
  - Phormingochilus tigrinus Pocock, 1895

In dem Werk von Günter Schmidt aus dem Jahr 2003 umfasst die Gattung ebenfalls sechs Gattungen; Schmidt führte dort jedoch Haplopelma als eigenständige Gattung. Durch die Synonymisierung von Haplopelma mit Cyriopagopus und die Wiederaufstellung der Gattung Omothymus durch eine Revision von Andrew M. Smith und Michael A. Jacobi änderten sich 2015 die Gattungszuteilungen innerhalb der Unterfamilie und es wurden für die Gattung Phormingochilus neue Arten beschrieben.

## Terrarienhaltung
Im Zoohandel und auf Vogelspinnenbörsen sind vor allem Vertreter aus den Gattungen Cyriopagopus und Ornithoctonus zu finden, die für die Haltung im Terrarium in Frage kommen.
Die ehemaligen Haplopelma-Arten sind Röhrenbewohner – bei ihrer Haltung spielt die Grundfläche des Terrariums eine untergeordnete Rolle. Viel wichtiger ist ein hoher Bodengrund (mindestens  15 cm), der es ihnen ermöglicht zu graben und ihre Röhre anzulegen. Empfohlen wird die Haltung in den Haplopelma-Spezialbecken, wie sie von Wirth & Huber (2002) beschreiben. Besonderer Augenmerk sollte hier auf deren Haltungsmethode, gerade bezüglich des Wässerns der Becken, gelegt werden. Die Tiere können alternativ in einer (möglichst hohen) Fauna Box untergebracht werden, die bis etwa fünf Zentimeter unter den Deckel mit einem Blumenerde-Sand-Gemisch bzw. einem lehmhaltigen Waldboden gefüllt ist. Bei dieser Haltung gehen jedoch einige Vorteile, die die erwähnten Haplopelma-Spezialbecken bieten, verloren – gerade in Bezug auf das einfache Beobachten und Kontrollieren der Tiere. Terrarientemperaturen von 23°–25 °C reichen aus.
Die übrigen Cyriopagopus- und die Omothymus-Arten hingegen sollten in einem Terrarium für Baumbewohner untergebracht werden, in das eine etwas höhere Bodenschicht eingebracht wurde, da die Tiere in der Terrarienhaltung – vor allem in juvenilen Stadien – ihre Wohnröhre in den Bodengrund erweitern.